# Krigserindring
Krigserindring omhandler, hvordan nationer og stater erindrer krige.[kilde mangler] Krige kan erindres som et politisk værktøj og hjælpe regeringer med at opnå visse mål. Samtidig er krigserindring en stor del af mange befolkningers personlige historier, hvis eksempelvis nogen i deres familie har være med i krige. Herved bliver krigserindring ofte en del af kollektiv erindring. I den akademiske verden bliver der ofte refereret til krigserindring i sammenhæng med Østeuropa. Krigsoplevelser i den østeuropæiske region var især traumatiske, da befolkningerne her oplevede hidtil usete menneskelige tab, ødelæggelse af grundlæggende infrastruktur, undertrykkelse, massemord, deportationer og etniske udrensninger.